# 馬戈其戰車

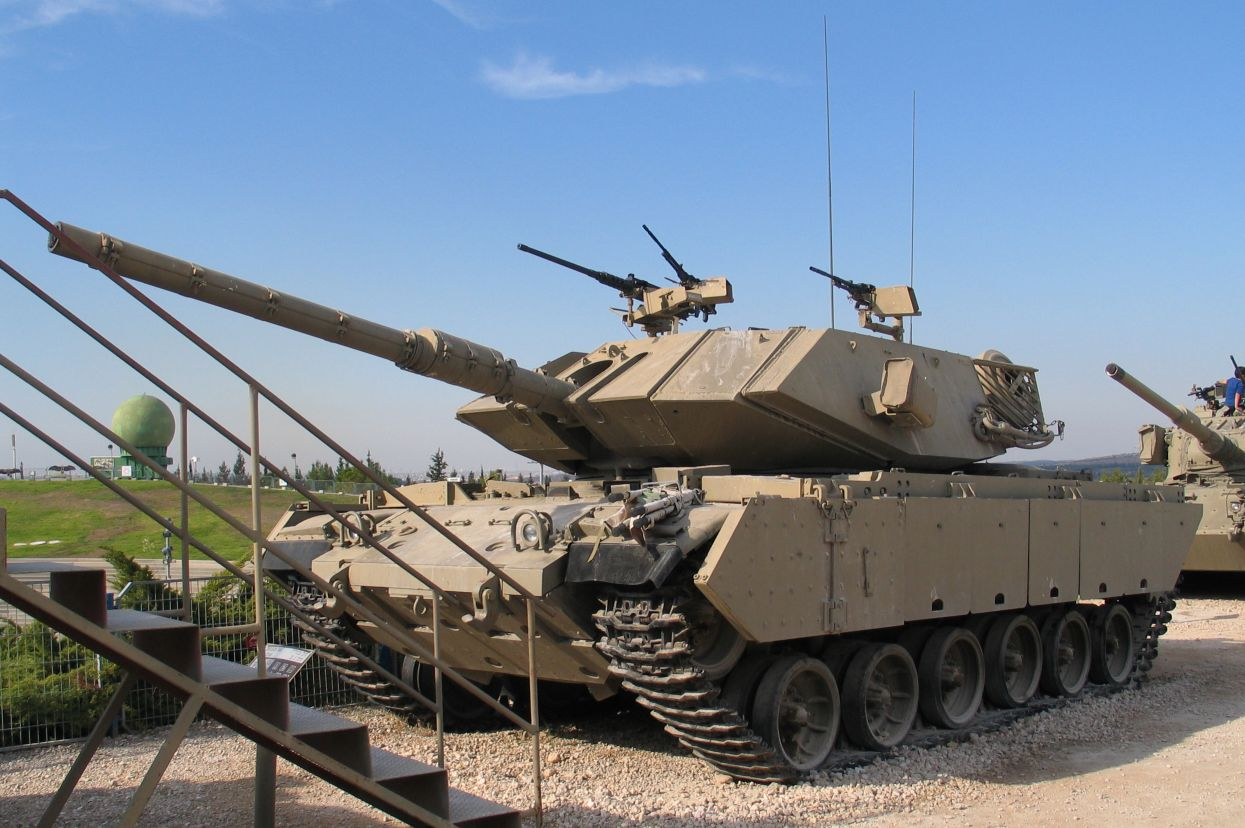
Magach 7C

馬加其坦克(Magach)是指一系列由以色列對M48巴頓及M60巴頓改裝升級而成的主戰坦克。Magach1,2,3和5是根據M48坦克進行改裝。而Magach6和7則是根據M60坦克進行改裝。尽管很多人认为这个词是Merkevet Giborei Hayil （希伯來語：מרכבת גיבורי חיל） “英雄战车”的缩写，实际并非如此。这个词其实是希伯來文“撞击”的意思 ，虽然一般比较少使用。

## 服役歷史
馬戈其戰車是服役於以色列的一系列戰車。這型戰車是由美製M48和M60巴頓戰車改良而來。馬戈其1、2、3和5型由M48戰車升級；而6、7型則源自於M60戰車。
這型戰車在1960至1970年代依序由西德與美國售與以色列國防軍。在六日戰爭時，俘獲眾多約旦軍M48戰車，並將之列入原本服役的150輛之中；在那場戰爭中，以色列是使用美軍的原裝貨。
1967年時，許多改良套件被用於升級M48A3戰車，並命名為馬戈其3。
這些升級套件包括了將原本的90釐米戰車砲置換成英製105釐米L7戰車砲，降低車長塔輪廓，升級通信套件以及將原本易燃與無力的汽油引擎換成了750匹馬力的柴油引擎。
當贖罪日戰爭爆發，以色列軍擁有搭載105釐米砲的M48A3戰車與M60A1戰車共540輛。在戰爭中，這些戰車損失慘重。位於砲塔前方的易燃液壓油被發現是嚴重的漏洞。戰後，以色列軍僅剩200輛的M48A3戰車與M60A1戰車，大部分在西奈半島被裝備了AT3"火泥箱"反戰車飛彈的埃及軍步兵摧毀。1970間，這些損失由M48A5(馬戈其5型)和M60(馬戈其6型)戰車填補。
在1982年的第五次中東戰爭(黎巴嫩戰爭)前，馬戈其6裝備爆炸反應裝甲。進一步的改裝包括新的裝甲、梅卡瓦式履帶、改良火控、主砲保溫筒與發煙器，而馬戈其7型仍於以色列國防軍服役中。
1980至1990年之間，以色列前線逐漸由梅卡瓦戰車取代馬戈其戰車。然而，仍有極大部分的裝甲部隊持續使用各型馬戈其戰車直至1990年，且仍在持續升級中。
2006年，所有的馬戈其戰車都已經被替換成梅卡瓦。
2015年七月，以色列官方公佈了"佩瑞(Pereh)"的存在，搭載反戰車導引飛彈，成為了驅逐戰車。這型戰車擴大了原有砲塔，並在裝甲下安裝12枚足以擊毀2.5公里外目標的Spike反戰車飛彈，且安裝了假砲管偽裝成一般戰車，但仍能自砲塔頂部架設的彎曲射擊用天線認出；其餘的特徵還包括了外加的頂部裝甲與箱型結構。佩瑞最早出現在2014年七月的以巴衝突。
翻譯自英文維基：Magach （页面存档备份，存于）

## 車型
- 馬戈其1：M48A1
- 馬戈其2：M48A2C
- 馬戈其3：現代化版M48A1/A2C/A3。升級套件包括英製105釐米L7加農砲、低輪廓車長指揮塔、通信系統、750匹馬力的AVDS-1790-2A柴油引擎與CD-850-6變速箱、加裝"Blazer"爆炸反應裝甲。
- 馬戈其5：原版M48A5，與馬戈其3相像，但有著略微相異的AVDS-1790-2D引擎和CD-850-6A變速箱並加裝"Blazer"爆炸反應裝甲。
- 馬戈其6：現代化版M60/M60A1/M60A3加裝"Urdan"車長塔與"Blazer"爆炸反應裝甲。
- 馬戈其6A(6 Alef)：現代版M60A1，已全數升級馬戈其6B。
- 馬戈其6B(6 Bet)：與現代版M60A1 RISE(M60A1換裝AVDS-1790-2C RISE引擎)相似。
- 馬戈其6B Gal(6 Bet Gal)：馬戈其6B改裝"Gal"火控系統。
- 馬戈其6B Gal Batash(6 Bet Gal Batash)：馬戈其6B Gal改裝第四代被動式裝甲與908匹馬力引擎，砲塔加裝了傾斜的裝甲。此型改裝有時會被非官方認為是馬戈其7D或是馬戈其8，只有少數的馬戈其6B Gal被改裝。
- 馬戈其6B Baz(6 Bet Baz)：馬戈其6B改裝"Baz"火控系統只有少數的馬戈其6B Gal被改裝。
- 馬戈其6C (6 Gimel)：現代化M60A3。
- 馬戈其6R (6 Resh)：現代化M60，改裝AVDS-1790-2AG引擎(比AVDS-1790-2A型引擎有更強力的發電機)
- 馬戈其6R* (6 Resh*)：馬戈其6R預備安裝"雷電輝煌"火控系統。
- 馬戈其6M (6 Mem)：馬戈其6R*安裝"雷電輝煌"火控系統。
- 馬戈其7：M60戰車改裝908馬力AVDS-1790-5A引擎、額外被動式裝甲、新型火控系統與梅卡瓦式履帶，差異型有：
- 馬戈其7A (7 Alef)：修正砲盾外裝甲平坦部分。
- 馬戈其7B (7 Bet)：馬戈其7C前的過渡型，與其相似，沒有大量生產。
- 馬戈其7C (7 Gimel)：修正砲盾外裝甲傾斜部分。
- 佩8(Pereh)飛彈載具：搭載12枚"長釘(Spike)"反戰車導彈與其發射器。

馬戈其不該與薩布拉(Sabra)系列升級套件混淆，即使與馬戈其7相像，但薩布拉套件是出口給土耳其的M60A1/A3使用。薩布拉的升級套件與馬戈其7相似，但其中最大的差異是薩布拉裝備與梅卡瓦3型相同的120公釐滑膛砲。

## 使用國
- 以色列 :目前正逐步退役中

## 书目
- Brezner, Amiad,  (PDF), Shiryon (30), December 2008, （原始内容 (PDF)存档于2010-12-14） （希伯来语） （页面存档备份，存于）.